# Empicoris parshleyi
Empicoris parshleyi är en insektsart som först beskrevs av Ernst Evald Bergroth 1922.  Empicoris parshleyi ingår i släktet Empicoris och familjen rovskinnbaggar. Inga underarter finns listade i Catalogue of Life.